# Koprivnica
Koprivnica (pronunțat în română Coprivnița) este un oraș în cantonul Koprivnica-Križevci, Croația, având o populație de 30.854 de locuitori (2011).

## Demografie
Componența etnică a orașului Koprivnica
     Croați (96,2%)
     Sârbi (1,69%)
     Necunoscut (0,34%)
     Neclasificat (1,45%)
Componența confesională a orașului Koprivnica
     Catolici (89,58%)
     Fără religie și atei (4,39%)
     Ortodocși (1,66%)
     Necunoscută (2,31%)
     Alte religii (2,05%)
Conform recensământului din 2011, orașul Koprivnica avea 30.854 de locuitori. Din punct de vedere etnic, majoritatea locuitorilor (96,2%) erau croați, cu o minoritate de sârbi (1,69%). Apartenența etnică nu este cunoscută în cazul a 0,34% din locuitori. Din punct de vedere confesional, majoritatea locuitorilor (89,58%) erau catolici, existând și minorități de persoane fără religie și atei (4,39%) și ortodocși (1,66%). Pentru 2,31% din locuitori nu este cunoscută apartenența confesională.

## Personalități născute aici
- Milunka Savić (1890 - 1973), ofițer, eroină în Primul Război Mondial.